# Sielco (rejon diedowicki)
Sielco (ros. Сельцо) – wieś (dieriewnia) w Rosji, w obwodzie pskowskim, w rejonie diedowickim. W 2010 liczyła 19 mieszkańców.